# 任志
任志（12世纪？—1218年），元朝潞州人。
1218年，太师、国王木华黎攻打至潞州，任志首先迎降，木华黎授给他虎符，充元帅，招降各处山寨。多次与金兵作战，有功绩。金朝擒获其长子任如山以招降他，说：“投降则你儿子得生，不降他就死。”任志说：“我是大朝之帅，岂能偏爱一子！”亲自射死其子。木华黎曾经召诸将议事，任志也参与，途经武安，其县已经归顺金朝，任志死在当地。木华黎令其子任存袭任。1220年，金将武仙攻潞州，任存战死。1221年正月，蒙古令有司给潞州元帅任存妻儿家属供应粮食，赐给房屋让他居住。十一月，以任存父子死于国事，其子任立年幼，先任命其侄任成担任潞州长官，待任立长大后还授给他官职。任成去世，授任立为潞州长官，佩金符。后历任泽州尹，转任陈州尹，去世。